# Фудбалска репрезентација Југославије 1924.
Фудбалска репрезентација Југославије је 1924. године одиграла три утакмице. Колико је прошла година према постигнутим резултатима била добра у овој је било супротно. 
Репрезентација је учествовала на фудбалском турниру на Олимпијским играма 1924. одржаним у Паризу и испала у првом колу. У утакмици са репрезентацијом Уругваја поражена је резултатом 7:0. Исто се догодило на претходним Олимпијским играма 1920. у Антверпену, када је истим резултатом поражена у првом колу од Чехословачке. 
Друге две утакмице су биле пријатељскње против Аустрије и Чехословачке. За ову годину је карактеристично и то да су се у три утакмице променила три селектора. 
После прве одигране у Загребу фебруара 1924 и пораза од Аустрије са 4:1, замењен је селектор др Вељко Угринић који је водио рептезантацију од прве утакмице 1920, десет пута. Заменио га је Тодор Секулић који је одвео репрезентацију на олимпијске игре, али је после дебакла и он замењен Душаном Зинајом који је претходне године играо за репрезентацију. Ово је био први пут у историји југословенског фудбала да је репрезентацију водио селектор који је пре тога играо у њој. 
Нови селекрор је измено читав дотадашњи тим и направио још један рекорд. У првој утакмици као селектор саставио је репрезентацију од играча једне екипе. Десеторица играча, сем голмана били су из спитског Хајдука. Хајдуков голман Газари је био италијански држављанин па није могао бранити за Југославију.
У 1924. играла су 24 фудбалера од којих су тринаесторица били дебитанти.

## Резултати
| #   | Датум  | Противник    | Резултат  | Стрелци                                                                                                   | Стадион, Место            | Глед.  | Судија                     | Састав | Врста | Извор                                  |
| --- | ------ | ------------ | --------- | --- | ------------------------- | ------ | -------------------------- | --- | ----- | -------------------------------------- |
| 10. | 10.02. | Аустрија     | 1:4 (0:1) | 0:1 7' 1:1 53' (пен), 1:2 Јовановић 86', 1:3 69', 1:4 82'                                                 | Конкордије Загреб         | 10.000 | Karel Herites Чехословачка | Врђука (Гра. 6/0), Врбанчић (ХАШК 5/0), Дасовић (ХАШК 4/0), Курир (Хај. 1/0), Родин (Хај. 1/0), Рупец (Гра. 8/0), Дубравчић (Кон. 9/1), Бабић (Гра. 4/0), Јовановић (Југ. 2/3), Петковић (Југ. 2/1), Шефер (Гра. 1/0) Селектор:др Вељко Угринић (10)            | ПУ    | [ мртва веза ]                         |
| 11. | 26.05. | Уругвај      | 0:7 (0:3) | 0:1 Видал 20' 0:2 Скароне 23', 0:3 Петроне 35', 0:4 Сеа 50' 0:5 Романо 58', 0:6 Петроне 61', 0:7 Сеа 80', | Олимпијски стадион Коломб | 1.000  | Жорж Валат Француска       | Врђука (Гра. 7/0), Врбанчић (ХАШК 6/0), Дасовић (ХАШК 5/0), Марјановић (ХАШК 1/0), Родин (Хај. 2/0), Рупец (Гра. 9/0), Бабић (Гра. 6/0), Петковић (Југ. 3/1), Першка (Гра. 10/1), Винек (Кон. 6/3), Плацериано (ХАШК 1/0), Селектор:Тодор Секулић (1)           | ОИ    | Архивирано на веб-сајту (14. јун 2010) |
| 12. | 28.09. | Чехословачка | 0:2 (0:0) | 0:1 Ластовичка 53', 0:2 Ј. Јелинек 65',                                                                   | Конкордије Загреб         | 8.000  | Еуген Браун Аустрија       | Фридрих (ХАШК 4/0), Дујмовић (Хај. 1/0)), Родин (Хај. 3/0), В. Подује (Хај. 1/0)), (Курир (Хај. 2/0), Кесић (Хај. 1/0)), Ш. Подује (Хај. 1/0)), Бенчић (Хај. 1/0)), А. Боначић (Хај. 1/0)), М. Боначић (Хај. 1/0)), Радић (Хај. 1/0), Селектор:Душан Зинаја (1) | ПУ    | [ мртва веза ]                         |

Легенда:
- (Гра. 1/0 Кап.) = НК Грађански, 1 прва утакмица, 0 голова, капитен

### Биланс репрезентације у 1924 год
| Година | Играла | Добила | Нерешила | Игубила | Голова дала | Голова примила | Гол-разлика |
| ------ | ------ | ------ | -------- | ------- | ----------- | -------------- | ----------- |
| 1924   | 3      | 0      | 0        | 3       | 1           | 13             | -12         |

### Укупан биланс репрезентације 1920 — 1924 год
| Година  | Играла | Добила | Нерешила | Игубила | Голова дала | Голова примила | Гол-разлика |
| ------- | ------ | ------ | -------- | ------- | ----------- | -------------- | ----------- |
| 1924    | 3      | 0      | 0        | 3       | 1           | 13             | -12         |
| 1920-23 | 9      | 3      | 1        | 5       | 17          | 31             | -14         |
| Укупно  | 12     | 3      | 1        | 8       | 18          | 44             | -26         |

### Играли 1924
| ред. бр | Име              | Клуб        | Играо 1924. | Укупно играо | Голови 1924. | Укупно голова |
| ------- | ---------------- | ----------- | ----------- | ------------ | ------------ | ------------- |
| 1.      | Јанко Родин      | Хајдук      | 3           | 3            | 0            | 0             |
| 2.      | Рудолф Рупец     | Грађански   | 2           | 9            | 0            | 0             |
| 2.      | Драгутин Врђука  | Грађански   | 2           | 7            | 0            | 0             |
| 2.      | Стјепан Врбанчић | ХАШК        | 2           | 6            | 0            | 0             |
| 2.      | Драгутин Бабић   | Грађански   | 2           | 6            | 0            | 1             |
| 2.      | Еуген Дасовић    | ХАШК        | 2           | 5            | 0            | 0             |
| 2.      | Душан Петковић   | Југославија | 2           | 3            | 0            | 1             |
| 2.      | Мирко Курир      | Хајдук      | 2           | 2            | 0            | 0             |
| 9.      | Емил Першка      | Грађански   | 1           | 10           | 0            | 1             |
| 9.      | Артур Дубравчић  | Конкордија  | 1           | 9            | 0            | 1             |
| 9.      | Владимир Винек   | Грађански   | 1           | 6            | 0            | 3             |
| 9.      | Драгутин Фридрих | ХАШК        | 1           | 4            | 0            | 0             |
| 9.      | Драган Јовановић | Југославија | 1           | 2            | 1            | 3             |
| 9.      | Бела Шефер       | Грађански   | 1           | 1            | 0            | 0             |
| 9.      | Маре Марјановић  | ХАШК        | 1           | 1            | 0            | 0             |
| 9.      | Еуген Плацериано | ХАШК        | 1           | 1            | 0            | 0             |
| 9.      | Петар Дујмовић   | Хајдук      | 1           | 1            | 0            | 0             |
| 9.      | Вељко Подује     | Хајдук      | 1           | 1            | 0            | 0             |
| 9.      | Анте Кесић       | Хајдук      | 1           | 1            | 0            | 0             |
| 9.      | Шиме Подује      | Хајдук      | 1           | 1            | 0            | 0             |
| 9.      | Љубо Бенчић      | Хајдук      | 1           | 1            | 0            | 0             |
| 9.      | Антун Боначић    | Хајдук      | 1           | 1            | 0            | 0             |
| 9.      | Мирко Боначић    | Хајдук      | 1           | 1            | 0            | 0             |
| 9.      | Винко Радић      | Хајдук      | 1           | 1            | 0            | 0             |

### Највише одиграних утакмица 1920 — 1924
| ред. бр | Име               | Клуб       | Играо 1924. | Укупно играо | Голови 1924 | Укупно голова |
| ------- | ----------------- | ---------- | ----------- | ------------ | ----------- | ------------- |
| 1.      | Емил Першка       | Грађански  | 1           | 10           | 0           | 1             |
| 2.      | Артур Дубравчић   | Конкордија | 1           | 9            | 0           | 1             |
| 2.      | Рудолф Рупец      | Грађански  | 2           | 9            | 0           | 0             |
| 4       | Драгутин Враговић | Грађански  | 0           | 7            | 0           | 0             |
| 4       | Драгутин Врђука   | Грађански  | 2           | 7            | 0           | 0             |
| 6.      | Бранко Зинаја     | ХАШК       | 0           | 6            | 0           | 4             |
| 6.      | Стјепан Врбанчић  | ХАШК       | 2           | 6            | 0           | 1             |
| 6.      | Драгутин Бабић    | Грађански  | 2           | 6            | 0           | 1             |
| 6.      | Јарослав Шифер    | Грађански  | 0           | 6            | 0           | 1             |
| 10.     | Еуген Дасовић     | ХАШК       | 2           | 5            | 0           | 0             |

### Листа стрелаца 1924
| Пласман | Име              | Клуб        | Играо 1924. | Укупно играо | Голови 1924. | Укупно голова |
| ------- | ---------------- | ----------- | ----------- | ------------ | ------------ | ------------- |
| 1       | Драган Јовановић | Југославија | 1           | 2            | 1            | 3             |

### Листа стрелаца 1920 — 1924
| Пласман | Име                | Клуб        | Играо 1924. | Укупно играо | Голови 1924 | Укупно голова |
| ------- | ------------------ | ----------- | ----------- | ------------ | ----------- | ------------- |
| 1       | Бранко Зинаја      | ХАШК        | 0           | 6            | 0           | 4             |
| 2.      | Владимир Винек     | Конкордија  | 1           | 6            | 0           | 3             |
| 2.      | Драган Јовановић   | Југославија | 1           | 2            | 1           | 3             |
| 3.      | Геза Шарас Абрахам | Грађански   | 0           | 2            | 0           | 2             |
| 4.      | Емил Першка        | Грађански   | 1           | 10           | 0           | 1             |
| 4.      | Артур Дубравчић    | Конкордија  | 1           | 9            | 0           | 1             |
| 4.      | Јован Ружић        | Југославија | 0           | 2            | 0           | 1             |
| 4.      | Јарослав Шифер     | Грађански   | 0           | 6            | 0           | 1             |
| 4.      | Драгутин Бабић     | Грађански   | 2           | 4            | 0           | 1             |
| 4.      | Душан Петковић     | Југославија | 2           | 3            | 0           | 1             |